# Monte Popa
El monte Popa es un volcán a 1518 metros sobre el nivel del mar, y situado en el centro de Birmania (Myanmar) a unos 50 km al sureste de Bagan (alternativamente: Pagan) en la cordillera de Pegu. Se puede observar desde el río Irrawaddy desde 60 km con tiempo bueno.
El monte Popa es quizás más conocido por el monasterio Popa Taungkalat que está en su cima y es considerado como pintoresco y hermoso, gracias a su ubicación en lo alto de un promontorio. En el Popa Taungkalat (Taung Kalat) viven 37 Nats Mahagiri o espíritus. Las estatuas que representan a los Nats están en la base del Santuario.

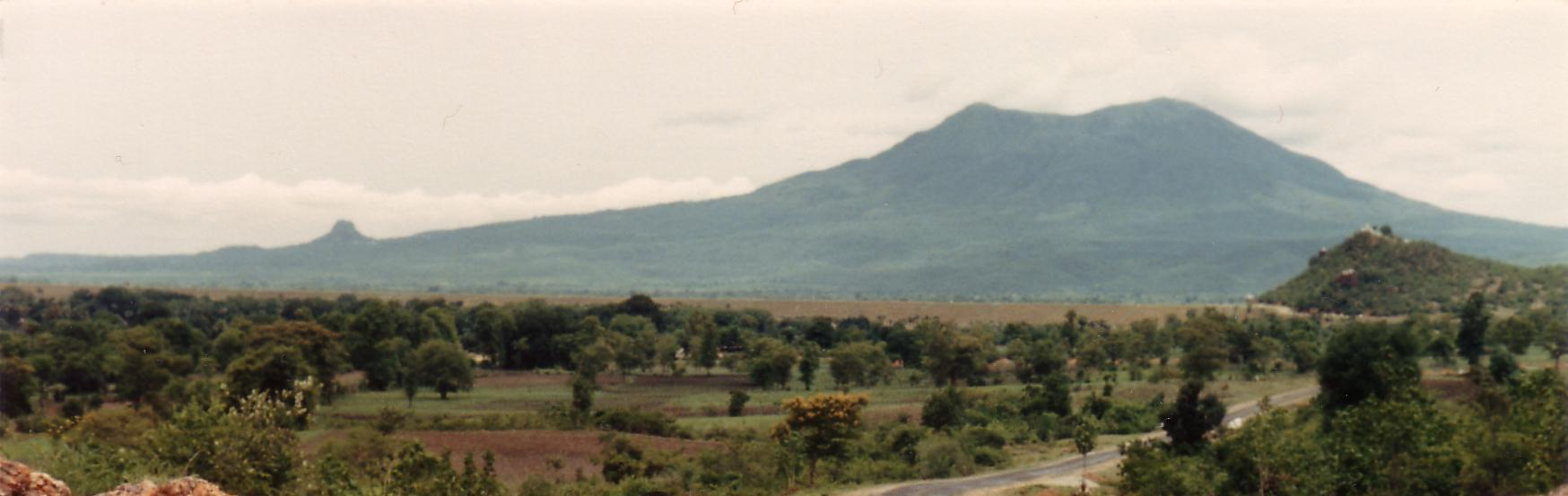
Vista lejana del volcán